# Aechmea kertesziae
Espèce
Classification phylogénétique
Aechmea kertesziae est une espèce de plantes de la famille des Bromeliaceae, endémique du Brésil.

## Synonymes
- Aechmea kertesziae var. viridiaurata Reitz[1] ;
- Ortgiesia kertesziae (Reitz) L.B.Sm. & W.J.Kress[1] ;
- Ortgiesia kertesziae var. viridiaurata (Reitz) L.B.Sm. & W.J.Kress[1].

## Distribution
L'espèce est endémique du sud du Brésil.

## Description
L'espèce est épiphyte.